# Tecno industrial
El tecno industrial és un subgènere de la música tecno i l'electronic body music que es va originar a la dècada del 1990 que incorpora l'estètica de la música industrial inspirada en Cabaret Voltaire i Throbbing Gristle. El segell de música industrial estatunidenc Wax Trax! Records també va tenir una destacada influència en el seu desenvolupament.
Alguns dels primers projectes musicals d'aquest gènere musical inclouen la banda Final Cut, formada per Jeff Mills i Anthony Srock a finals dels anys 1980. El seu àlbum debut de tecno industrial de 1989, titulat Deep into the Cut, va ser descrit per la revista The Wire com «un moment significatiu en la convergència de l'estètica industrial clàssica i el so emergent del tecno de Detroit».
El tecno industrial va viure un ressorgiment durant els anys 2010, encapçalat per músics com Adam X, Orphx i Ancient Methods, i d'altres com Blawan i Karenn. Altres artistes associats amb el tecno industrial són Cut Hands, Helena Hauff, Forward Strategy Group, Surgeon, Michael Forshaw, Regis, Dominick Fernow, Klangkuenstler i Mike Banks. El segell discogràfic Perc Trax s'ha atribuït el renaixement del gènere a Anglaterra amb artistes com Perc, Truss, Hppa i Ansome.